# Issoire (Boulogne)
Die Issoire ist ein Fluss in Frankreich, der in der Region Pays de la Loire verläuft. Sie entspringt im Gemeindegebiet von La Copechagnière, entwässert generell in nordwestlicher Richtung und mündet nach rund 33 Kilometern im Gemeindegebiet von Saint-Philbert-de-Bouaine als rechter Nebenfluss in die Boulogne. Auf ihrem Weg durchquert die Issoire das Département Vendée und bildet im Mittellauf die Grenze zum benachbarten Département Loire-Atlantique.

## Orte am Fluss
(Reihenfolge in Fließrichtung)
- Saint-Sulpice-le-Verdon
- Mormaison
- Saint-Philbert-de-Bouaine